# Marine Boy (desene animate)
Marine Boy (în japoneză 海底少年マリン - Kaitei Shōnen Marin - Marine, băiatul subacvatic) este o serie de animație realizată de Minoru Adachi la Japan Tele-Cartoons. Seria a fost cumpărată ulterior de Warner Bros / Seven Arts Television care a realizat difuzarea versiunii engleze în Statele Unite, Australia și Marea Britanie. Seria a fost difuzată în România la începutul anilor '70 în cadrul emisiunilor pentru copii de duminica dimineața.  

## Personaje
Personajul principal al seriei, care fuzionează elemente de tehnologie avansată și de magie, este Marine, un băiat de aproximativ 13-15 ani înzestrat cu calități fizice și intelectuale deosebite. Marine este fiul doctorului Mariner, un om de știință cu o funcție importantă în Patrula Oceanică (în engleză Ocean Patrol), o organizație guvernamentală militară și civilă a cărei misiune era protecția persoanelor și instalațiilor față de pericolele care puteau veni din ocean.
Marine este un foarte bun înotător, capacitățile sale fizice fiind multiplicate atât prin folosirea unui combinezon de plonjare izolant și rezistent la gloanțe, cu un sistem de propulsie la nivelul călcâielor, cât și prin folosirea unui produs inventat de profesorul Fumble, oxy-gum, un fel de gumă de mestecat care îi furniza oxigen și care îi permitea să respire sub apă fără a avea nevoie de o mască și de o butelie de oxigen.
Splasher este un delfin cu care Marine poate comunica și care îl ajută în acțiunile sale.
Neptina este o sirenă, posesoarea unei perle magice care îi permite să vadă viitorul, și care îl ajută pe Marine în toate situațiile dificile.
Profesorul Fumble
Doctorul Mariner
Bolton și Piper, piloții submarinului P-1, care participă la toate aventurile lui Marine.

## Producția
Seria de animație a fost inițiată de Terebi Doga ca o scurtă serie test în alb-negru, de numai trei episoade, cu titlu Prințul delfin (în japoneză ドルフィン王子 - Dorufin Ôji, în engleză Dolphin Prince) difuzată în 1965. Ulterior, acesta a realizat 13 noi episoade în culori, sub titlul がんばれ!マリンキッド (Ganbare! Marin Kiddo, în engleză Hang On! Marine Kid), episoade difuzate în 1966. Deși seria nu a avut succes și nu era prevăzută realizarea de noi episoade, ea a fost promovată pentru vânzare internațională. Stanley R. Jaffe, reprezentant al distributorului american Seven Arts Television (care, după fuziunea ulterioară, a devenit Warner Bros./Seven Arts), a fost interesat de această serie și a cerut realizarea de noi episoade pentru a putea vinde seria canalelor TV din Statele Unite. Episoadele primelor două sezoane au fost reutilizate și noi episoade au fost produse realizându-se, în final, o serie de 78 de episoade botezată Marine Boy, pentru difuzia în Statele Unite, și Marine, băiatul subacvatic (în japoneză 海底少年マリン - Kaitei Shônen Marin), pentru difuzia în Japonia.